# 3Dプリンター

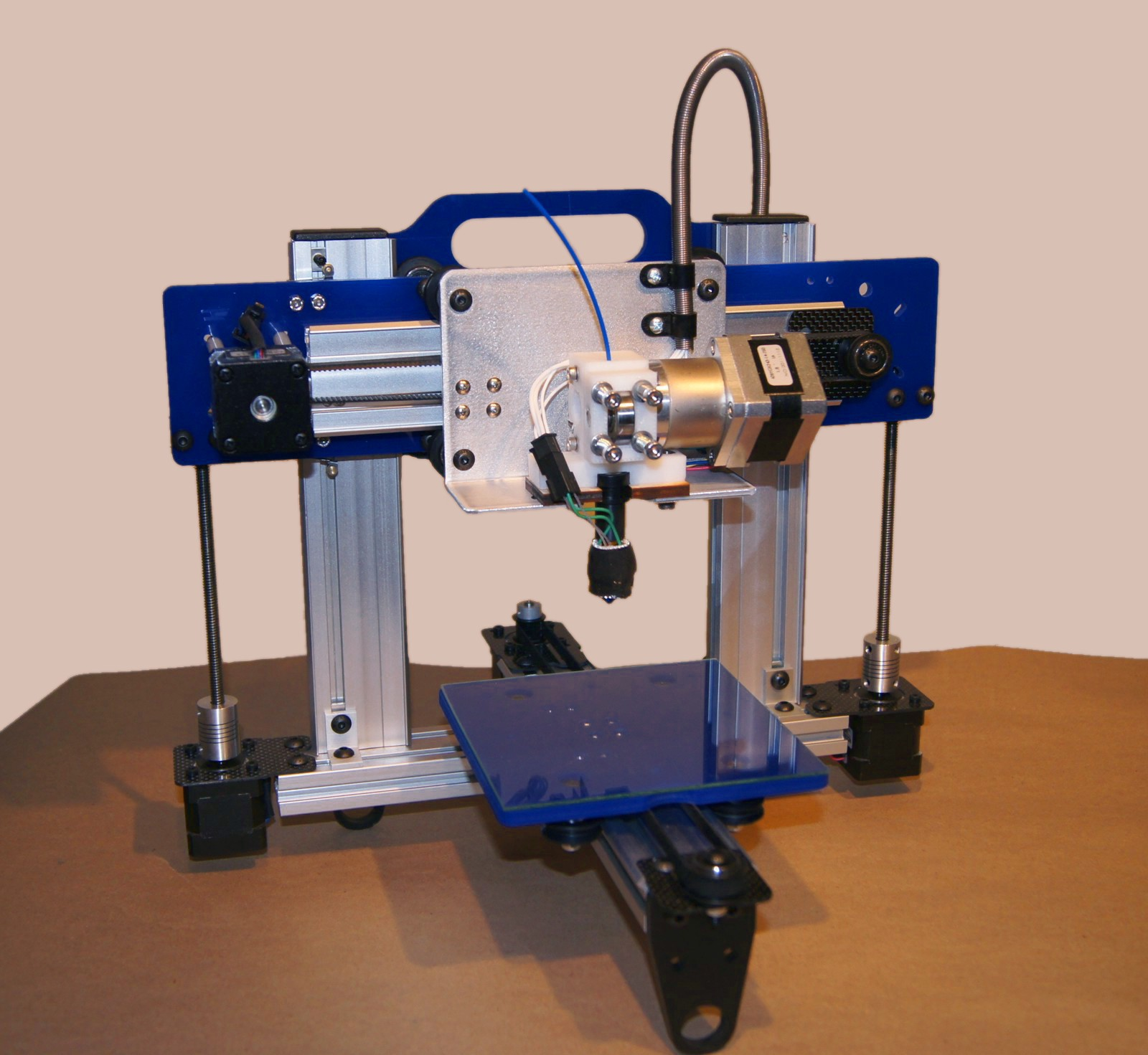
3Dプリンターの一例

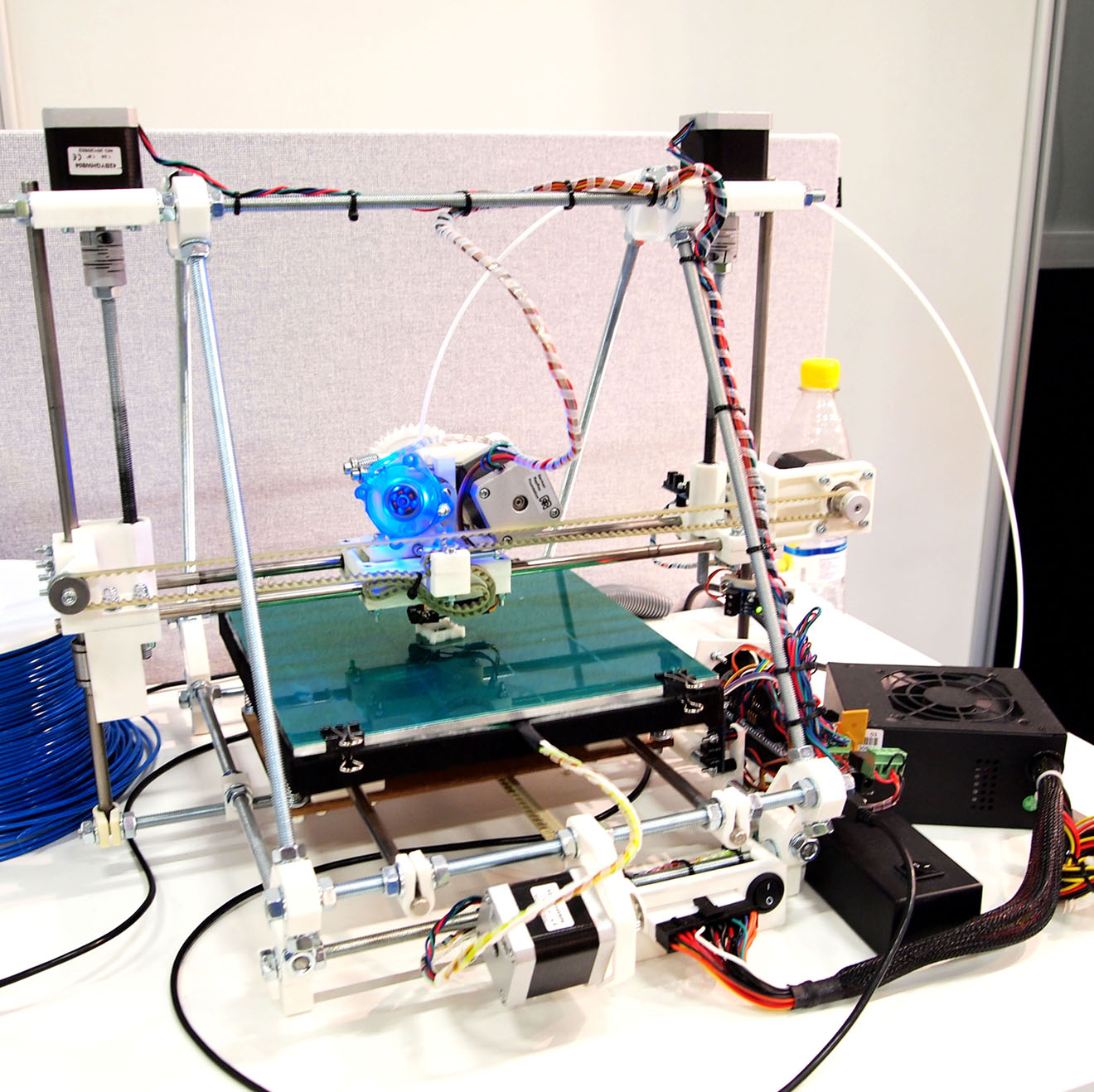
3Dプリンターの一例

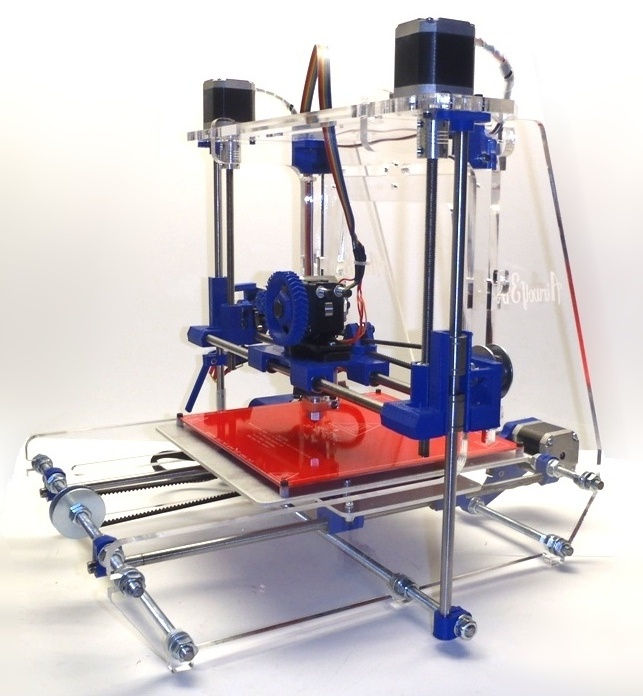
Airwolf 3D

3Dプリンター（スリーディープリンター、英語: 3D printer）とは、3次元的なデジタル・モデルをもとにして、現実の物体をつくりだすことができる機械のこと。積層造形装置、付加製造装置、AM装置、AMマシンとも呼ばれる。あまり一般的ではないものの、「立体印刷機」と呼ぶこともある。
3次元のデジタル・モデルを立体物に出現させることを3Dプリンティング（英: 3D printing）、三次元造形と呼ぶ。
三次元造形する方法を積層造形法と呼んでいたが、付加製造方法、アディティブ・マニュファクチャリング（additive manufacturing, AM）と呼ばれている。いわゆる除去加工、変形加工に対して、積層を繰り返していく付加加工という意味である。
3Dプリンターは3DCADや3DCGなどで作成した、3次元的なデータで構成された3次元モデルをもとに現実の立体物を出現させる。
立体物を出現させるための方法・技法はいくつかあるが、薄い層をつぎつぎと積み重ねてゆく方法で立体物を作りだす、いわゆる、積層造形法が一般的である。

## 歴史
初期のものは1980年代に開発され実用化していったが、それらは高価であるばかりでなく、特殊な制御を求められるものであった。2010年頃から個人向け3Dプリンタの低廉化が進むとともに、産業界での利用も急拡大している。

### 1970年代
1971年、Johannes F Gottwaldは Liquid Metal Recorder (US3596285A)の特許を取得した。これは再利用可能な板上に取り外し可能な金属加工物を形成する繰り返し利用可能なインクジェット金属材料装置である。これは、ラピッドプロトタイピングとパターンの制御されたオンデマンド製造を備えた3Dプリンティングを記述した最初の特許であると考えられている。
1974年、デビッド・E・H・ジョーンズは、雑誌「ニューサイエンティスト」の連載コラム「アリアドネ」で3Dプリントの概念を示した。

### 1980年代
1980年、名古屋市工業研究所にて小玉秀男が光造形法を発明した。3次元CADを基に、光硬化性の熱硬化性ポリマーを用いて、UV照射領域をマスクや走査型ファイバー送信機で制御して、樹脂の3次元構造体を製作する方法であった。小玉はこれをXYZプロッタと名付けて特許を出願し、1981年11月10日に公開された。1981年の4月と11月に学術論文として発表されたが、一連の発表に対する反響はなかったという。研究室での評価も低く、上司も関心を示さなかった。研究費は年間6万円しかなかった。XYZプロッターの特許権の取得は断念し、プロジェクトは終了した。
1982年4月6日にレイセオン社が取得した特許US 4323756「Method of Fabricating Articles by Sequential Deposition」は、数百から数千の粉末金属の「層」とレーザーエネルギー源を用いたもので、基板上に「層」を形成して形状を製作することに関する初期の文献である。
1983年、チャック・ハルが.stl (Standard Triangulated Language) という3Dデータの保存方式を発明した。
1986年には3D Systems Corpを起業して、翌1987年「SLA 1」として商品化した。この後も、1990年代半ばまでに様々な技術開発と製品が出されたが、それぞれ別々の名で呼ばれ、積層造形法（additive manufacturing）はそれらを表す共通の言葉として漠然と用いられていた。
1983年、ロバート・ハワードは、熱可塑性プラスチック（ホットメルト）インクを使用したカラーインクジェット2Dプリンタ「ピクセルマスター」を開発するために、R.H.Research（後のHowtek）を立ち上げ、1986年に発売が開始された。
1980年代に3Dプリンターを所有すると、65万ドル以上の費用がかった。

### 1990年代
1990年、3D印刷ともっとも広く関連づけられるPlastics extrusion技術が、Stratasys社により"fused deposition modeling (FDM)"（熱溶解積層法）として商品化された。
1993年、インクジェット3Dプリンタの会社が設立され、当初はSanders Prototype,Incと名付けられ、後にSolidscapeと名付けられ、可溶性の支持構造を持つ高精度のポリマージェット製作システムを導入した。
1995年、Z Corporation社が、MITが開発した製品を初めて"3D printing (3DP)"の商標で販売した。これにより、Ink jet material depositionを行う機器をおおまかに他と区別して3Dプリンターと呼ぶようになっていった。それまでは統一的な呼称はなかった。
1995年、フラウンホーファー研究機構が選択的レーザー溶融プロセスを開発。

### 2000年代
2009年、FDM法の基本特許の保護期間が終了。
2000年代半ばまでは投資額が安くても数百万円規模のため企業など事業所で導入されるのが主であったが、オープンソースによるFab@HomeやRepRapの開発が進み、特許保護終了を機に数万円～数十万円のものが発売され始め、個人や家庭でも導入されるようになっていった。
2008年から2011年にかけて、低価格の個人用3Dプリンタ市場は毎年平均346%の大幅成長を遂げ、2013年には7万台が売られたと見積もられている。

### 2010年代
2010年頃は、3D Systems,Stratasysなど上位3社で業界シェアの80%以上を占め、特に、ストラタシス社のDimension/uPrintシリーズの業界シェアが約50%と高く、事実上の業界標準となっていた。2012年に3D SystemsがZ Corporationを併合して、二社の争いになった。
2012年、Filabot社はプラスチックのループを閉じるシステムを開発し、あらゆるFDMまたはFFFの3Dプリンターがより幅広いプラスチックで印刷できるようにした。
2014年2月には精密な造形に適したレーザー焼結法の特許の保護期間が終了してこの方式に複数の企業が参入した。2014年時点での価格は2,000ドル以上とまだ高かったが、産業用途以外で趣味で個人が持つことができるようになった。
一方、2014年は、低価格プリンターのトラブルなどが表面化した年であり、2016年にかけて3Dプリンター業界における大手メーカーの経営が悪化、株式も低迷する契機となった。2015年12月には、3Dシステムズ社が低価格帯プリンターの製造を打ち切ったほか、2016年4月には、低価格帯プリンターを製造してきたメーカーボット社が、従業員を解雇した上で製品製造をアウトソーシングすることを発表した。
近年では3Dスキャナを搭載した機種や熱溶解積層法以外のより精密な造形に適した光造形法等の低価格化も進み、普及に拍車をかけている。また、新規参入が相次ぎ、新たな開発競争の段階を迎えている。
一方、30年以上使われてきた3Dプリンタ用ファイルフォーマット.stl (Standard Triangulated Language)は、形状の情報のみしか保持しておらず、素材や構造の情報を記述できないなど、3Dプリンターの進歩に対して追従できないなどの問題が多くなってきたため、国際標準化委員会ASTMとISOは共同で、3Dプリンタ用ファイルフォーマットAMFを定めている。
そもそも「3Dプリンティング」という言葉は、インクジェットプリンターのヘッドを使って粉体のベッドにバインダー材料を何層にも渡って堆積させるプロセスを指していた。最近では、電子ビーム積層造形法や選択的レーザー溶融法など、より多様な積層造形技術を包括する言葉として使われるようになっている。米国や世界の技術標準では、この広義の意味でアディティブ・マニュファクチャリングという公式用語が使われている。

### 2020年代
建築分野にも応用され、3Dプリントされた住宅の販売が行われるようになった。建築分野の節を参照。

## 方式
対象物、手法、機種によって多少の違いはあるが、コンピュータ上で作った3Dデータを設計図として、その断面形状を付加加工で積層していくことで立体物を形成する方式が基本となる。液状の樹脂に紫外線などを照射し少しずつ硬化させていく光造形方式、熱で融解した樹脂を少しずつ積み重ねていくFDM方式（Fused Deposition Modeling、熱溶解積層法）、粉末の樹脂に接着剤を吹きつけていく粉末固着方式などの方法がある。

### 光造形法
紫外線を照射することで硬化する液体樹脂を用いた造形法。初期のラピッドプロトタイピングはこの手法から始まり、ステレオリソグラフィー、レーザーリソグラフィーなどともいわれた。紫外線の照射によりラジカル重合、もしくはカチオン重合する樹脂を用い、絞った紫外線レーザービームで樹脂を選択的に硬化させて立体物を造形する手法であったが、紫外線プロジェクタや液晶パネルを用いることで面一括露光により造形する手法も開発されている。元々は高価な機器が必要であったが、液晶パネルの透過光で直接硬化させる方式では近年5万円を切るモデルも販売されている。

### 粉末床溶融結合法
原材料粉末を層状に敷き詰め、高出力のレーザービーム、電子ビームを用いて原材料粉末を選択的に溶融したり、などして造形を行う手法。前者では、ナイロンなどの樹脂系材料、青銅、鋼、ニッケル、チタンなどの金属系材料などが利用できる。

### 材料噴射法, バインダジェッティング
原材料粉末を層状に敷き詰めインクジェット方式でバインダを添加して固める積層造形法。
金属粉末，セラミクス粉末では造形後に加熱してバインダを除去し，更に、焼結をする。バインダの除去と焼結は積層造形装置から造形物を加熱炉に移して行う。
また、スターチ（デンプン）、石膏などの材質も扱うことができる。
高分子材粉末用途ではレーザ式粉末床溶融結合法と比較して装置価格を抑えることもできる。

### 熱溶解積層法（FDM法）
熱可塑性樹脂を高温で溶かし積層させることで立体形状を作成する造形法。
ラピッドプロトタイピング・3Dプリンタの造形方式の中では唯一、本物の熱可塑性樹脂が使用でき、ABS樹脂・ポリカーボネート樹脂・PC/ABSアロイ・PPSF/PPSU樹脂・ULTEM（ポリエーテルイミド、PEI、英: polyetherimide）樹脂など熱可塑性の様々なエンジニアリングプラスチックが使用できる。米国ストラタシス社がこの方式の特許を持っていたが、基本特許は切れた。この系統に含まれるものとして、レーザビーム中に粉末やガス状化合物を吹き込んで、金属や化合物の積層物を製作するものもある。10万円未満で販売されている機器はほぼこの方式である。樹脂を熱で加工するという特性上、造形物が反って変形するなどのトラブルが多く、使いこなすにはある程度の慣れが必要である。

### シート積層法
シートを積層させ、形状を作る造型法。数種類あり、カッティングプロッタで切り込みを入れた紙を糊で積層する方式や
光硬化樹脂をシートにインクジェットで出力してから転写する方式や水溶性の紙に熱硬化性樹脂や光硬化樹脂のモノマーをしみこませて一層の積層毎に加熱または紫外線照射、加圧して硬化する方法がある。上記の粉末法の基材をシートに置き換えたもの。

### インクジェット法
液化した材料またはバインダを噴射して積層させ、形状を作る造形法。インクジェットプリンターの原理を応用している。インクジェットプリンタのカラーインクを使用して、カラー造形物も作成されている。光硬化樹脂を噴射後、短波長の光を照射して硬化する方法やワックスを噴射する方法等がある。材料の無駄が少なく、歯科技工や宝飾品に使用されるロストワックスの原型のように比較的精密なものを作るために適する。オーバーハングの部分のために溶性のサポート材を出力したり、複数の素材を造形物上で混合することで透明度や柔らかさを変えられるもの、フルカラー出力に対応した機種もある。

## 鋳造・射出成型や切削との比較
3Dプリントは金型を作っての成形や切削による造形などの従来手法と比較されることが多い。3Dプリンタをはじめとした積層造形では鋳型の製造や治具の作成を必要としないと言う特徴から、設計段階での試作のように頻繁に形状を変更して迅速に実態が欲しい場面（ラピッドプロトタイピング）や、医療機器のように個々の患者に合わせて形状を変更するような製品の製造、航空宇宙分野のように複雑な形状だが少量生産のため従来の手法も高コストな部品などに向いているとされる。
造形物という意味では、
- 切削では削ることの出来なかった中空形状・複雑な内部形状も3Dプリンターであれば造形が可能
  - 中空構造を容易に作成できる事から、強度を要求されない部品の軽量化が非常に容易
- 部品を製造するのではなく、一体化された所謂アセンブリされた状態を一度で造形する
- 複数の異なる材料を使用しての一体造形が可能。
- 誰が何個作っても毎回同じ物が出来る。
- 複数のモデルを一度に作ることが出来る。

操作という意味では、
- 操作者の技術力に依存しない。
- 機器の取り扱いが容易。造形に人手をあまり要さない。

という特徴を持つ。一方、欠点は以下の通りである。
- 現状では大量生産への適用が難しい
  - 現状では基本的に従来手法と比較して高価・低速なため
- 要求される精度が高くなるとリニアに製作時間が増加する
  - 層の厚さが精度と直結するため
- （FDM法）強度を求められる部品への適用が難しい
  - 使用可能な樹脂の制限や層間の剥離のため
- （FDM法）接地部よりも上部の方が広い漏斗型の形状では支持材を使用する必要があり、後行程で除去する必要がある

## 用途
製造業を中心に建築・医療・教育・航空宇宙・先端研究など幅広い分野で普及している。用途は業界によって様々である。製造分野では製品や部品などの「デザイン検討」「機能検証」などの試作やモックアップとして、建築分野ではコンペやプレゼン用の「建築模型」として、医療分野ではコンピュータ断層撮影や核磁気共鳴画像法などのデータを元にした「術前検討用モデル」として、教育分野では「モノづくり教育のツール」として、航空宇宙分野ではジェットエンジンやロケットエンジンの機能部品の製作に、先端研究分野ではそれぞれの研究用途に合わせた「テストパーツ」「治具」などの作成用途で使用されている。また、10万円以下で購入可能な低価格3Dプリンター市場の隆盛に伴い、ホビー用途やDIYなどの個人用途での使用も増加しつつある。
昨今では、精細度が良いだけでなく、ラバー（ゴム）系の材料が使えたり、複数の物性の異なる材料を混ぜながらの造形やフルカラーでの造形が可能な3Dプリンタも出て来ている為、用途の幅も広がりつつある。
企業向けに機器の設置やソフトウェアの導入など一連の作業をソリューションとして提供する会社もあり、NTTデータでは子会社のNTTデータザムテクノロジーズが日本国内向けにEOS社の金属3Dプリンタの導入支援を行っている。

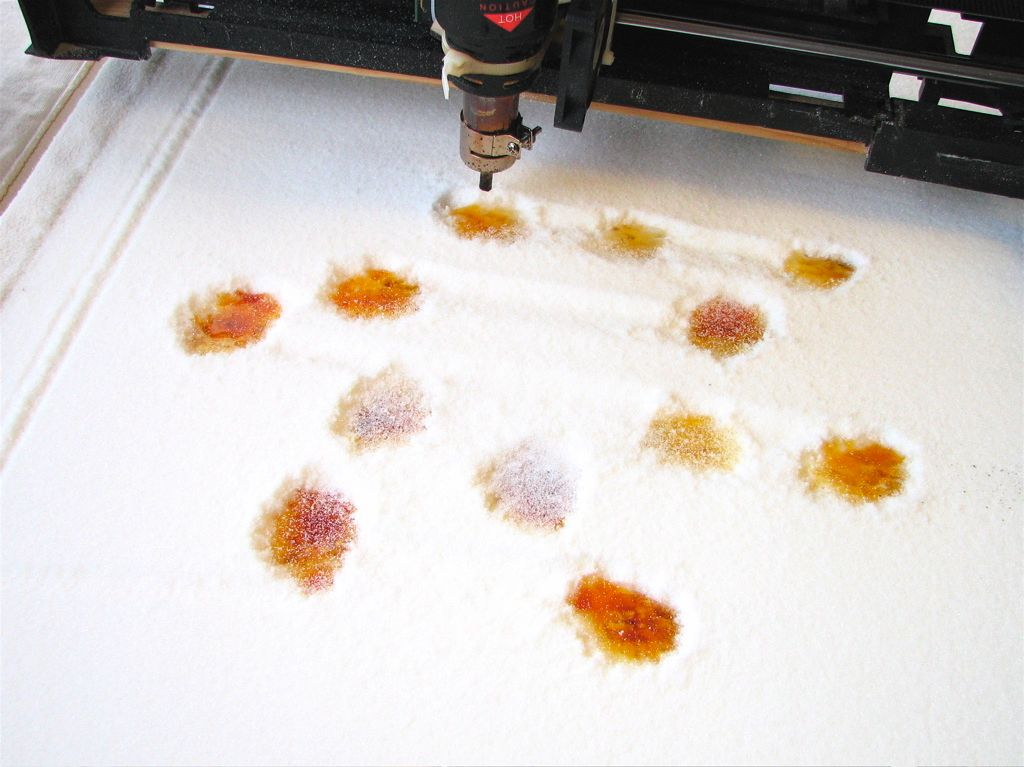
CandyFab。積層材料に砂糖を使用しているため、つくったものを食べることができる。
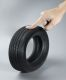
ラバー系材料サンプル（タイヤ）
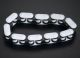
複雑な形状サンプル（チェーン）
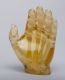
複数材料造形サンプル（手）
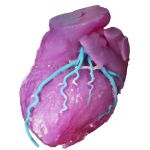
カラーモデルサンプル（内臓）

### 試作
3Dプリンターの使用用途としては、実際に製品を作る前にそれぞれの部品を3Dプリンタで出力できるサイズに縮小して出力して、デザインの検証・機能検証などの試作に使われることが多い。大手建設会社では建物の模型を3Dプリンタで出力して客に説明する際に使われている。この3Dプリンターを使用するメリットとしては、安いものでは1cm2あたり20円という安価（FDM法）で試作できる、今までパソコンの画面上でしか見ることができなかったものが、実際に手に取ることができるため、完成したときのイメージが非常にしやすくなる、などが挙げられる。完成したときのイメージがしやすいということは、実際に製作している過程でも、完成形のイメージがしやすいため製作者に迷いが生じにくいということを意味し、作業効率の向上にも繋がりうる。

映画の小道具の試作にも利用されており、2005年5月19日（日本では7月9日）に劇場公開された映画『スター・ウォーズ エピソード3/シスの復讐』で使用されたダース・ベイダーのマスクの試作品作成に、日本の3Dプロッタ機器製造販売会社ローランド ディー. ジー.の3Dプロッタ「MDX-20」が使用された。

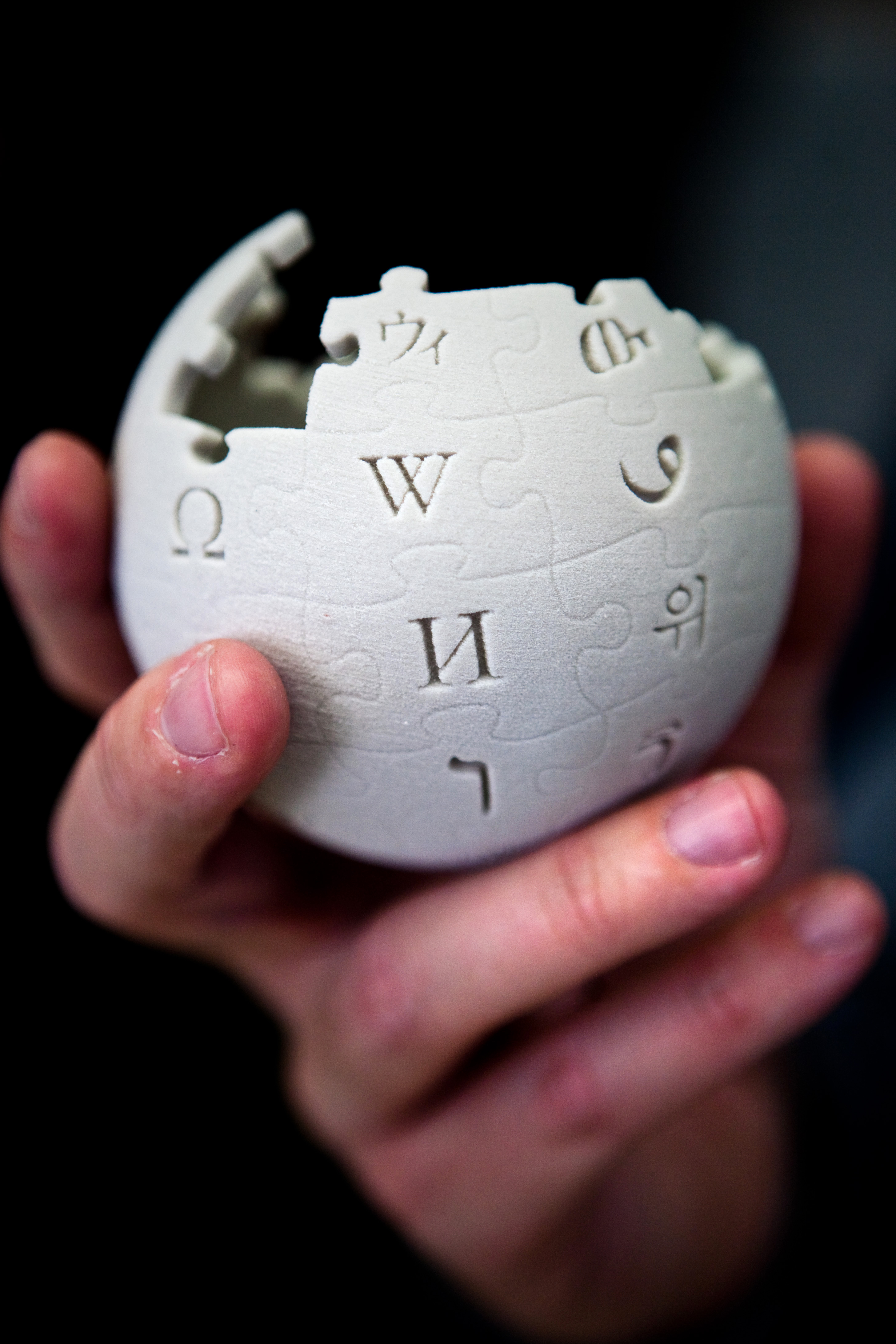
3DプリンターによるWikipediaロゴ
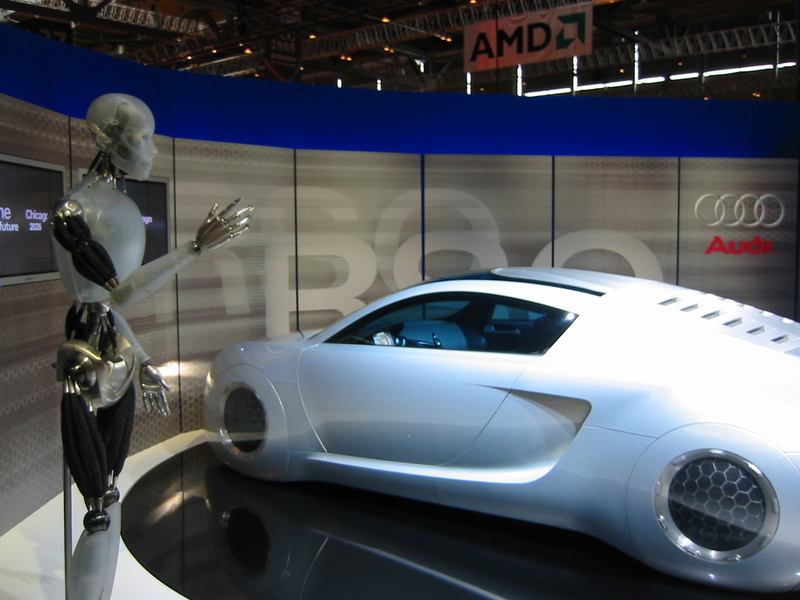
3Dプリンターで制作されたアウディRSQ。映画『アイ,ロボット』のために制作されたアウディのコンセプトカー
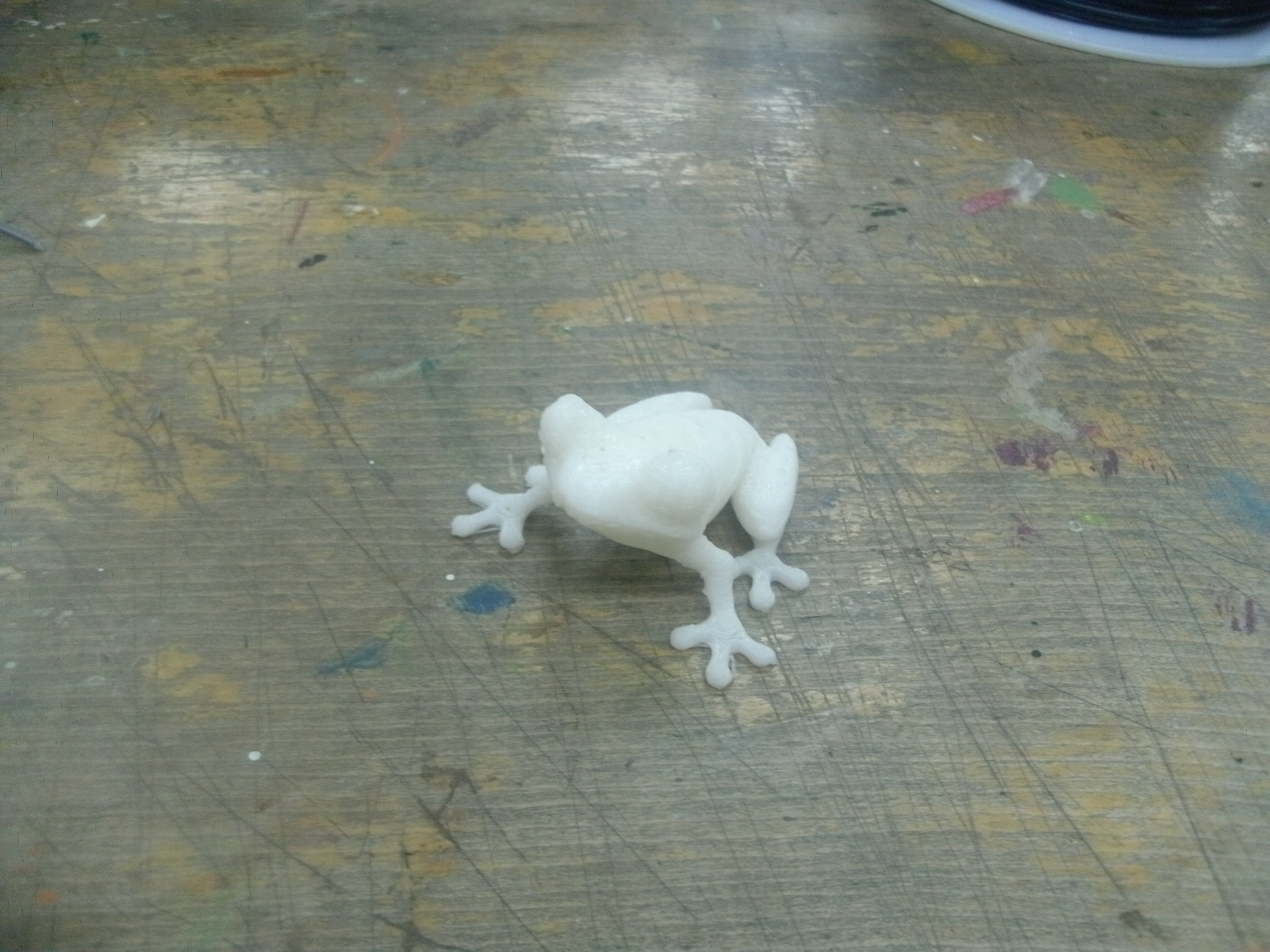
3Dプリンターで作成されたカエルのレプリカ

### 治工具
3Dプリンタで利用できる材料が多様化し、一定の強度を持つ部品造形が可能になったことから、治工具を3Dプリンタで造形する取り組みがなされるようになった。EIZOでは3Dプリンタにより治工具を内製することでコスト圧縮と納期短縮を実現している。

### 自動車
旧車では純正は廃番となったが、金型を作るとコストがかかる部品を3Dプリンタで製造する「再生パーツ」により、機能を維持し車検にも対応させることが可能となっている。R31HOUSEでは7代目R31型スカイラインの純正部品を3Dスキャンし、データを3Dプリンタで出力した再生パーツを供給している。

### 航空・宇宙分野
航空用エンジンの部品は小型で複雑な形状が多いが生産量が少ないため、3Dプリンタによる生産に向いている。CFMインターナショナル（LEAP-X）やGE・アビエーション（Catalyst）で使用された。また既に生産ラインが閉じた機体であっても、ポリエーテルイミド等のスーパーエンジニアリング・プラスチックを使用して補修部品やウィングレットを製作するなど、オンデマンドの部品製作でも採算が合うレベルとなっている。航空用エンジンの燃料ノズルやコンプレッサーのステーターとシンクロリングのブラケットなどでも使用されている（PW1500Gなど）。
スペースXでは宇宙船や宇宙服の製造に活用している。2014年9月には、ドラゴン補給船SpaceX-4で、実験用の宇宙用3Dプリンターが国際宇宙ステーションに運ばれて宇宙でも実験が行われることになった。この3DプリンタはMade in Space社が開発したもので、地球から離れた場所で補給がすぐに出来ない時にも簡単な修理部品を作って対応することが出来るようにすることを目指している。
ロケットエンジンの部品も製造可能になっており、LE-9ではコストダウンのためにEOS社製の金属3Dプリンタが利用された。ラプター3は金属3Dプリンタでガスの流路など配管類を出力し簡素化と軽量化を実現した。

### 医療・薬学
3Dプリンタの活用は医療や薬学の分野でも活用されている。
手術の練習用として人間のCTスキャン画像を3Dプリンタで出力した模型が販売されている。献体は学生の解剖実習用であるため医師の技能向上を目的とするトレーニングには制約があり活用しにくいが、模型であれば症例ごと、手術の前後、一部に着色など、練習用に調整できるためメリットが大きい。
2014年の段階で、補聴器の製造には既に3Dプリンタが広く活用されており、何百万人もがその恩恵を享受している。また外科領域では主にインプラントの分野で活用が進んでいる。
2015年1月2日、富士フイルムと東京大学医学部附属病院は3Dプリンタを使って皮膚・関節の量産をする技術を確立したと発表。
2019年、南アフリカ共和国のプレトリア大学は、3Dプリンタを使用して人体の中で最小の耳小骨の人工骨をチタンで製作。男性に移植することに成功している。
臓器自体をプリントする臓器プリンティングも研究されている。
獣医学の分野でも利用が進んでおり、シセロ・モラエスと医師らは歯・嘴・甲羅などが失われた動物の部位を3Dプリンタで再現し補綴するプロジェクトを行っている。
錠剤を放出時間や濃度に最適化した形状でプリントすることで、経口投与では難しい細かな濃度調整を可能とする研究が行われている。

### 建築分野
屋根のある建物を必要としている発展途上国の人々をターゲットにし、大型の3Dプリンタとモルタルで短期間に住宅を大量にプリントし、住宅不足の解消につなげようとする試みがある。外装・外壁のみの出力となり、別途内装工事が必要だが、製作にかかる時間が短縮され人件費に対する負担も減る、出力した外壁はプレハブ工法と同じく運搬が可能で設置がしやすいという効率的試算がある。先進国でも低収入者向けの新築物件や、住宅ローン対策として小型の住宅が販売されている。
日本でも、建築確認申請をとった3Dプリンタ製のホテルが建築され、実際に宿泊可能となっているほか、国土交通省が発注した国道工事に使われる事例なども登場している。2023年には3Dプリンタ製の50m2の平屋が550万円で販売された。建設には44時間30分かったという。ただし、普及に関しては建築物の構造体にモルタルを使用するため、2023年時点では建築基準法の要綱である建築材料の品質や強度を満たしたうえで国土交通大臣認定の審査を受けて取得する必要があり、そのための諸費用や時間が追加で必要となる。
大型建築に対しては、サグラダ・ファミリアに最新加工機材・解析技術とともに採用したことで、当初予定されていた工期が大幅に短縮したことが報じられた。
ドイツでは３Dプリンタでの建築が世界的にも進んでおりアメリカでは格安の家として売られている地域もある。

## リバースエンジニアリング
3Dプリンタの作動音からリバースエンジニアリングする手法が開発された。造形物の90%を再現可能とされる。

## 関連する事件

### 女性器のデータ
2014年7月14日、漫画家のろくでなし子が、自らの性器を3Dデータ化し、それを香川県の会社員に配布したとして、わいせつ電磁的記録頒布の容疑で、警視庁に逮捕された。ファイルデータを3Dプリンタで印刷すると、石膏などで女性器が再現され、これがわいせつ物に相当するものと警視庁にみなされ、罰金刑に処された。

### 3Dプリンター銃
銃の部品の図面をダウンロードし、3Dプリンタにより部品を作成することで、殺傷能力のある銃を自作されるという懸念がある。
日本では2014年5月8日に3Dプリンターで作成した銃を所持していた大学職員の男が銃刀法違反で逮捕され（詳細は「3Dプリンター銃製造事件」を参照）、2018年9月7日には、過酸化アセトンを製造したなどとして逮捕されていた男子学生が、3Dプリンターで作成した銃を所持していたとして銃刀法違反で再逮捕されている。
これまでの法規制は、「物」は有体物、3Dデータの様な「情報」は有体物ではないものの典型として明確に分けて規定し、有体物としての火器の製造・所持・流通を取り締まるものであった。3Dプリンターの普及により人知れず火器を製造することが可能となった。
それまでにも、部品の一部を3Dプリンタで製造した武器は作られていたが、2013年にアメリカの非営利団体「Defense Distributed」により、Liberatorと名付けられた全部品を3Dプリンタによって製造可能な拳銃のデータが公表された。これを受け、アメリカ合衆国国務省は同団体に、武器の輸出規制を規定した国際武器取引規則 (International Traffic in Arms Regulations) に違反するおそれがあるとして設計図の公開を行わないように通達を行っている。同国のフィラデルフィアでは、2013年末に、3Dプリンタを用いた銃の製造に対する規制が始まったが、2014年の段階ではまだ3Dプリンタによる火器製造を受けた法改正はほとんどの国で行われていない。
そもそも、樹脂で造った銃そのものが使用者にとって危険であり、その観点からも規制が望まれているが、Liberator公開直後から他にも同様の設計ファイル公開が相次ぎ、当初は単発しか発射できなかった3Dプリンタ製銃も、すぐに複数発発射が可能な改良版が登場するなど、どんどん進化を遂げている。
ユナイテッドヘルスケアCEO射殺事件では3Dプリンターで製造された銃とサプレッサーが使用された。
3Dプリンタ製火器の危険性に対しては、「簡単かつ安価に火器が出まわるから規制せよ」との声が大きい一方、様々な反論がある。
弾薬を3Dプリンタで製造できないという事実は多く指摘されており、3Dデータを活用する会「3D-GAN」の相馬達也は「一貫して言っていることですが、3Dプリンタで銃を作ることはできます。ですが、他の製造法に比べて著しく有利だということはないので、社会的脅威にはなり得ません。弾薬が手に入るのなら、もっと有利な銃の製造法は他にたくさんありますから、3Dプリンタの所持を規制する必要も意味もありません。」と、3Dプリンタで銃をつくること自体の優位性を否定している。
また、Defense Distributedの開発責任者コーディー・ウィルソン (Cody Wilson)は、「権利（武装権）を乱用して人に危害を加える可能性は、誰にでもあるという事実と向き合いたくないだけだ。危害を及ぼす可能性の有無にかかわらず、与えられている権利は守られるべきだというのが、我々の立場だ。さらに言えば、危害を受ける可能性があるからこそ、権利は保障されるべきだと思う」と武装権を根拠に反論している。